# سیارک ۳۹۹۶
سیارک ۳۹۹۶ (به انگلیسی: 3996 Fugaku، نامگذاری:1988XG1) سه هزار و نهصد و نود و ششمین سیارک کشف شده‌است که در ۵ دسامبر ۱۹۸۸ کشف شد.
قدر مطلق سیارک برابر ۱۳٫۰۰ است.